# Jugozapadni iranski jezici
Jugozapadni iranski jezici, jedna od dviju glavnih grana zapadnoiranskih jezika iz Irana i Afganistana te još nekih azijskih država. Sastoji se od četiri podskupine, to su: a. farska s jezicima jugozapadni Fars [fay] i lari [lrl] u Iranu; b. lurijski (luri) s jezicima bakhtiâri [bqi] (Iran), kumzari [zum] (Oman), sjeverni Luri [lrc] (Iran) i južni luri [luz] (Iran); c. perzijska s jezicima aimaq [aiq] (Afganistan), buharski [bhh] (Israel), darwazi [drw] (Afganistan), dehwari [deh] (Pakistan), judeoperzijski ili dzhidi [jpr] (Izrael), istočni Farsi [prs] (Afghanistan), zapadni farsi [pes] (Iran), hazaragi [haz] (Afganistan), pahlavani [phv] (Afganistan), tajiki [tgk] (Tadžikistan; d. tatska s jezicima Judeo-Tat [jdt] (Rusija; Europa)) i muslimanski Tat [ttt] (Azerbajdžan)

## Vanjske poveznice
- Ethnologue (14th)
- Ethnologue (15th)